# M&Aチャレンジャー1号投資事業組合
M&Aチャレンジャー1号投資事業組合 は、投資事業を行っている組織である。

## 概要
ライブドアが社内調査の末、発表した資料によると以下の組織構成である。
- 組成時期：2003年11月17日
- 組成主体：エイチ・エス・インベストメント
- 所在地：渋谷区
- 業務執行組合員代表：野口英昭（当時）（小山大祐（現在））
- その他役員：不明
- 運用受託ファンド数：不明

## ライブドアが関係するファンドの出資比率
- ライブドアファイナンス 8億円
- HSインベストメント 100万円